# The Child of the Sea
The Child of the Sea è un cortometraggio muto del 1913 diretto da Lem B. Parker.

## Produzione
Il film fu prodotto dalla Selig Polyscope Company.

## Distribuzione
Distribuito dalla General Film Company, il film - un cortometraggio in due bobine - uscì nelle sale cinematografiche statunitensi il 18 agosto 1913. Il 30 ottobre dello stesso anno, venne distribuito anche nel Regno Unito.